# Irena Kęsa
Irena Kęsa (ur. po 1949) – polska taterniczka oraz alpinistka.

## Życiorys
Ukończyła Wyższą Szkołę Wychowania Fizycznego w Katowicach. W latach aktywności wspinaczkowej należała do Akademickiego Klubu Alpinistycznego w Katowicach. Wspinanie rozpoczęła w 1973, na swoim koncie posiadała szereg trudnych dróg w Tatrach oraz Alpach, między innymi przejście zachodniej ściany Aiguille de Blaitière (1976) i drogi Cassina na Torre Trieste w Dolomitach (1978). W dniach 7–10 marca 1978 była członkinią polskiej wyprawy (wraz z Anną Czerwińską, Krystyną Palmowską i Wandą Rutkiewicz), który jako pierwszy kobiecy zespół pokonał zimą północną ścianę Matterhornu. Pod koniec wspinaczki doznała poważnych odmrożeń, czego skutkiem była konieczność przeprowadzenia akcji ratunkowej z użyciem śmigłowca. Odmrożenia były tak poważne, że groziła jej amputacja palców u stóp; jednak uniknęła tego po trzytygodniowym pobycie w szpitalach w Visp oraz Innsbrucku. Po powrocie do pełni zdrowia uprawiała wspinaczkę skalną. 